# Jenna O'Hea
Jenna O'Hea, född den 6 juni 1987 i Traralgon, Australien, är en australisk basketspelare som tog OS-brons i dambasket vid olympiska sommarspelen 2012 i London. 